# Пшеничных, Николай Егорович
Никола́й Его́рович Пшени́чных (29 января 1924, село Кривец, Курская губерния, РСФСР, СССР—1994, город Курск, Курская область, Россия) — советский военнослужащий.

## Биография
Родился 29 января 1924 года в селе Кривец Курской губернии РСФСР СССР. По национальности — русский.
В 1943 году призван на фронт Великой Отечественной войны. На декабрь 1943 года — ефрейтор, комсорг 1-го стрелкового батальона 933-го стрелкового полка 254-й стрелковой дивизии 73-го стрелкового корпуса 52-й армии Воронежского фронта.
В 1945 году демобилизован.
В 1950 году окончил Курский медицинский институт. В 1950—1952 годах — заведующий Скороднянским районным отделом здравоохранения Белгородской области, заведующий хирургическим отделением центральной больницы Ленинского (с 1970 года — Октябрьского) Курской области. С 1952-го и до 1986 года — главный врач.
В 1956 году вступил в КПСС.
С 1986 года — на пенсии. Умер в 1994 году в городе Курске.

## Награды
- Медаль «За отвагу» (12 декабря 1943 года)[1];
- Орден Трудового Красного Знамени (20 июля 1971 года)[1];
- Орден Ленина (23 октября 1978 года)[1];
- Орден Отечественной войны I степени (11 марта 1985 года)[1].